# Lac des Trois Milles
Lac des Trois Milles är en sjö i Kanada.   Den ligger i regionen Estrie och provinsen Québec, i den sydöstra delen av landet, 400 km öster om huvudstaden Ottawa. Lac des Trois Milles ligger 477 meter över havet. Arean är 1,0 kvadratkilometer. Den sträcker sig 1,9 kilometer i nord-sydlig riktning, och 1,3 kilometer i öst-västlig riktning.
I omgivningarna runt Lac des Trois Milles växer i huvudsak blandskog. Runt Lac des Trois Milles är det mycket glesbefolkat, med 5 invånare per kvadratkilometer.